# Burseryds församling
Burseryds församling är en församling i Gislaveds pastorat i Östbo-Västbo kontrakt i Växjö stift. Församlingen ligger i Gislaveds kommun i Jönköpings län.

## Administrativ historik
Församlingen har medeltida ursprung.
Den 1 januari 1909 (enligt beslut den 21 augusti 1908) överfördes till Burseryds församling Kruvebo by, omfattande 1 mantal Kruvebo nr:1 Norra och ½ mantal Kruvebo nr:2 Södra, från Villstads församling.
Församlingen var under medeltiden moderförsamling i pastoratet Burseryd och Bosebo, som senare kom att utökas med Sandviks församling. Den 1 maj 1921 blev församlingen moderförsamling i pastoratet Burseryd och Sandvik, som 1962 utökades med Södra Hestra och Gryteryds församlingar. Församlingens område utökades 1995 när den slogs samman med Sandviks församling. Den 1 januari 2014 införlivades Gryteryds och Södra Hestra församlingar. och Burseryds församling utgjorde därefter till 2016 ett eget pastorat. Församlingen ingår sedan 2016 i Gislaveds pastorat.

## Kyrkor
- Burseryds kyrka
- Sandviks kyrka
- Gryteryds kyrka
- Södra Hestra kyrka